# Ананьєв Михайло Ананійович
Михайло Ананійович Ананьєв (рос. Ананьев Михаил Ананьевич; 15 жовтня 1925, Москва — 2011) — російський живописець; член Спілки художників СРСР з 1970 року. Заслужений художник Російської Федерації з 1995 року, народний художник Російської Федерації з 2010 року.

## Біографія
Народився 15 жовтня 1925 року в місті Москві (нині Росія). Навчався у Московському художньо-промисловому училищі імені Михайла Калініна, з третього курсу якого у 1945 році був призваний до Червоної армії. У складі діючої армії 1-го Далекосхідного фронту брав участь у радянсько-японській війні. Закінчив війну в Маньчжурії, і ще вісім років служив Далекому Сході.
Після демобілізації у 1953 році продовжив навчання на вищому відділенні училища імені Калініна і закінчив його у 1955 році. Його педагогами були Чингіз Ахмаров, Євген Львов. Дипломна робота — розпис на пап'є-маше «Максим Горький на Волзі» (керівник Євген Теляковський). З 1955 року працював у Студії військових художників імені Митрофана Грекова.
Помер у 2011 році.

## Творчість
Працював у галузі станкового живопису. Написав:
картини
- «Тривога на заставі» (1955, разом з Володимиром Фельдманом);
- «На кордоні» (1957);
- «Дзержинський у Леніна у Розливі» (1960—1961, подарована Військово-політичній академії імімені Фелікса Дзержинського в Польщі);
- «Не пройде» («Бій артилеристів на Можайському шосе», 1962; Бородинський військово-історичний музей-заповідник);
- «Вартові неба» (1965);
- «Поєдинок біля села Строково» (1966);
- «У тилу ворога» (1976);
- «Капітуляція Квантунської армії» (1988);

портрети
- першого льотчика-космонавта Юрія Гагаріна (1961, Центральний будинок авіації та космонавтики, Москва; варіант — 1962, Центральний музей Збройних сил);
- серія «Космонавти» (1963);

пейзажі
- «Стара фортеця» (1974);
- «Псков. Кутова вежа XV століття» (1970).

Також писав пейзажі Криму, Сибіру та Далекого сходу. Автор серії акварелей «Бородинське поле» (1962).  Написав велику серію робіт про будівництво БАМу.
Автор і співавтор 15 діорам, зокрема:
- «На дніпровській переправі» (1948);
- «Рейкова війна (Партизанська засідка)»  (1958, разом з Володимиром Фельдманом, Брянський краєзнавчий музей);
- «Штурм Перекопу» (1959—1962, співавтори Марат Самсонов та Володимир Фельдман; Центральний музей Збройних сил);
- «Штурм 1945» (1967);
- «Розгром польськошляхетських військ загонами козаків та міщан на чолі з Іваном Богуном у Вінниці. Березень 1651 року» (1969, співавтори Петро Жигімонт, Геннадій Марченко; Вінницький краєзнавчий музей)[2];
- «Грудневе збройне повстання 1905 в Пермі» (1970; Пермський краєзнавчий музей);
- «Прорив Волинського укріпленого району» (1985, разом з сином Олександром Ананьєвим; Музей історії військ Далекосхідного військового округу у Хабаровську)[1].

1962 року брав участь у відновленні панорами Франца Рубо «Бородинська битва» для Музею-панорами у Москві. У 1963 році виконав  панно «На сторожі Батьківщини»
Учасник виставок з 1957 року. У 1961 році його роботи експонувалися у Парижі.